# Blackburn (Oklahoma)
Blackburn – miasto w Stanach Zjednoczonych, w stanie Oklahoma, w hrabstwie Pawnee.